# 萨塞东
萨塞东，是西班牙卡斯蒂利亚-拉曼恰瓜达拉哈拉省的一个市镇。总面积111平方公里，总人口1541人（2001年），人口密度14人/平方公里。